# 1. slovenska košarkarska liga za ženske
1. slovenska košarkarska liga za ženske (krajše 1. SKLŽ) je najpomembnejše in najvišje ligaško klubsko tekmovanje za žensko košarko v Sloveniji. Tekmovanje organizira in vodi Košarkarska zveza Slovenije. Prva sezona potekala v letih 1991–1992. 
Do sezone 2023–24 so ligo zmagale tri ekipe. Naslov državnega prvaka je 20-krat osvojila ekipa ŽKK Celje, 10-krat ŽKD Ježica in trikat ŽKK Kranjska Gora. 

## Tekmovalni sistem
Sistem določa Tekmovalni pravilnik, ki ga je sprejela KZS 23. junija 2008.
Tekmovanje se deli na tri dele. 

### 1.del
- 9 ali več ekip: Tekmovanje  poteka  po  dvokrožnem  ligaškem  sistemu  in  razporedu,  določenem  na podlagi Bergerjeve tabele in izžrebanih številk.
- 8 ali manj ekip: V prvem delu sodelujejo vse prijavljene ekipe. Tekmovanje poteka po štirikrožnem ligaškem sistemu  in  razporedu,  določenem  za  prvi  in  drugi  krog  na  podlagi  Bergerjeve  tabele  in izžrebanih številk, za tretji in četrti krog se pripravi nov razpored tekem na podlagi Bergerjeve tabele.

### 2.del
- 9 ali več ekip:

I.) Tekmovanje za državnega prvaka. V drugem delu sodeluje 6 prvouvrščenih ekip prvega dela tekmovanja. Na tej stopnji tekmovanja ekipe odigrajo po dvokrožnem ligaškem sistemu 10 kol. 
II.) Tekmovanje za razvrstitev. Vse ostale ekipe, ki se po 1. delu tekmovanja ne uvrstijo v tekmovanje za državnegaprvaka, odigrajo med seboj po dvokrožnem ligaškem sistemu odgovarjajoče število kol.
- 8 ali manj ekip: ni izvedeno

### 3. del - Končnica
Prve  štiri  ekipe  po  odigranem  druge  delu  tekmovanja  se  uvrstijo  v  končnico  za  naslov državnega prvaka, kjer igrajo po principu 1:4 in 2:3.V prvem kolu končnice (polfinale) ekipe igrajo na dve dobljeni tekmi, v drugem kolu (finale) na tri dobljene tekme.Prednost tekme več na domačem igrišču ima višje uvrščena ekipa po drugem delu tekmovanja. Tekma za 3. mesto se ne igra.

## Klubi
V sezoni 2024–2025 ligo sestavlja sedem (7) klubov.
| Ekipa          | Lokacija    | Dvorana                     | Spletna stran       |
| -------------- | ----------- | --------------------------- | ------------------- |
| Akson Ilirija  | Ljubljana   | Dvorana Ježica              | www.zkdilirija.si   |
| Cinkarna Celje | Celje       | ŠD Gimnazija Celje - Center | zkkcelje.si         |
| Domel          | Škofja Loka | ŠD Trata                    | kklub-skofjaloka.si |
| Domžale        | Domžale     | ŠD OŠ Venclja Perka         | zkkdomzale.si       |
| Ježica         | Ljubljana   | Dvorana Ježica              | zkdjezica.si        |
| Maribor        | Maribor     | Dvorana Tabor               | zkd-mb.si           |
| Triglav        | Kranj       | ŠD Planina                  | www.zkktriglav.com  |

## Prvakinje po sezonah
| Sezona    | Prvakinje         | Finalistke         | Rezultat |
| --------- | ----------------- | ------------------ | -------- |
| 1991–92   | Ježica            | Kozmetika Afrodita | /        |
| 1992–93   | Ježica            | Ivec Wetrok        | 2–0      |
| 1993–94   | Ježica            | Ivec Wetrok        | 2–0      |
| 1994–95   | Ježica            | Maribor            | 2–0      |
| 1995–96   | Ježica            | Celje              | 2–0      |
| 1996–97   | Ježica            | Ilirija            | 2–0      |
| 1997–98   | Ježica            | Ingrad Celje       | 2–0      |
| 1998–99   | Ježica            | Ilirija            | 2–0      |
| 1999–2000 | Merkur Celje      | Ježica             | 2–1      |
| 2000–01   | Lek Ježica        | Merkur Celje       | 2–1      |
| 2001–02   | Lek Ježica        | Merkur Celje       | 3–1      |
| 2002–03   | Merkur Celje      | Ježica             | 3–0      |
| 2003–04   | Merkur Celje      | Ježica             | 3–0      |
| 2004–05   | Merkur Celje      | Ježica             | 3–0      |
| 2005–06   | Merkur Celje      | Ježica             | 3–1      |
| 2006–07   | HiT Kranjska Gora | Merkur Celje       | 3–1      |
| 2007–08   | Merkur Celje      | HiT Kranjska Gora  | 3–0      |
| 2008–09   | Merkur Celje      | HiT Kranjska Gora  | 3–1      |
| 2009–10   | HiT Kranjska Gora | Merkur Celje       | 3–2      |
| 2010–11   | HiT Kranjska Gora | Athlete Celje      | 3–2      |
| 2011–12   | Athlete Celje     | Triglav            | 3–0      |
| 2012–13   | Athlete Celje     | Triglav            | 3–0      |
| 2013–14   | Athlete Celje     | Triglav            | 3–0      |
| 2014–15   | Athlete Celje     | Triglav            | 3–0      |
| 2015–16   | Athlete Celje     | Triglav            | 3–0      |
| 2016–17   | Athlete Celje     | Triglav            | 3–0      |
| 2017–18   | Cinkarna Celje    | Triglav            | 3–0      |
| 2018–19   | Cinkarna Celje    | Triglav            | 3–0      |
| 2019–20   | Cinkarna Celje    | /                  | /        |
| 2020–21   | Cinkarna Celje    | Triglav            | 3–0      |
| 2021–22   | Cinkarna Celje    | Triglav            | 3–0      |
| 2022–23   | Cinkarna Celje    | Triglav            | 3–0      |
| 2023–24   | Cinkarna Celje    | Triglav            | 3–0      |